# Hain-Wachtelweizen
Der Hain-Wachtelweizen  (Melampyrum nemorosum) ist eine Pflanzenart aus der Gattung Wachtelweizen (Melampyrum) in der Familie der Sommerwurzgewächse (Orobanchaceae).

## Beschreibung

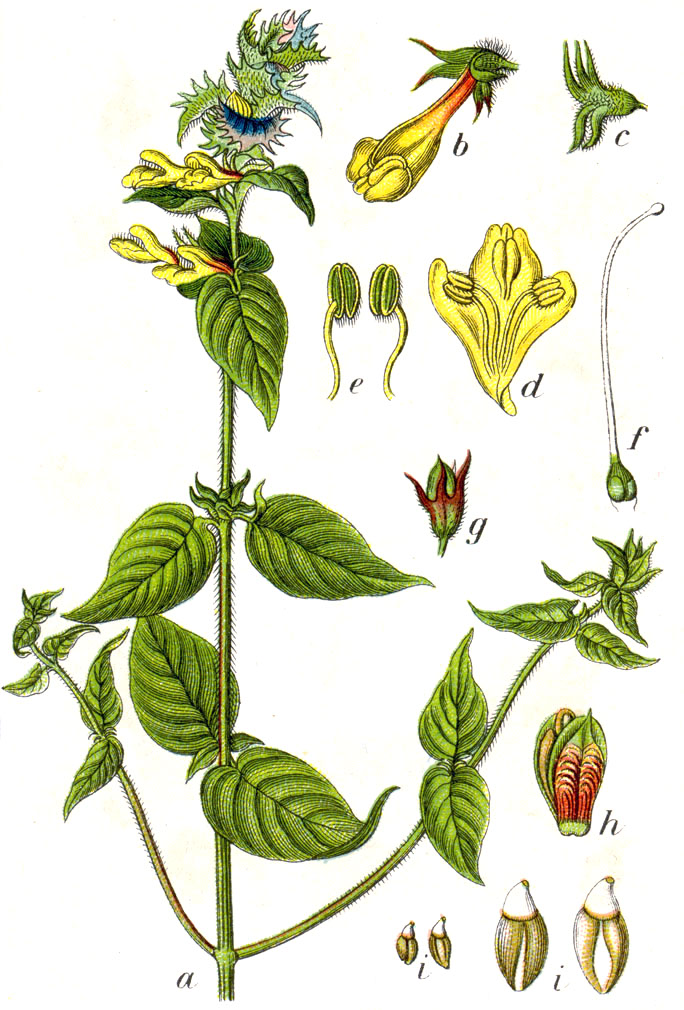
Illustration aus Sturm

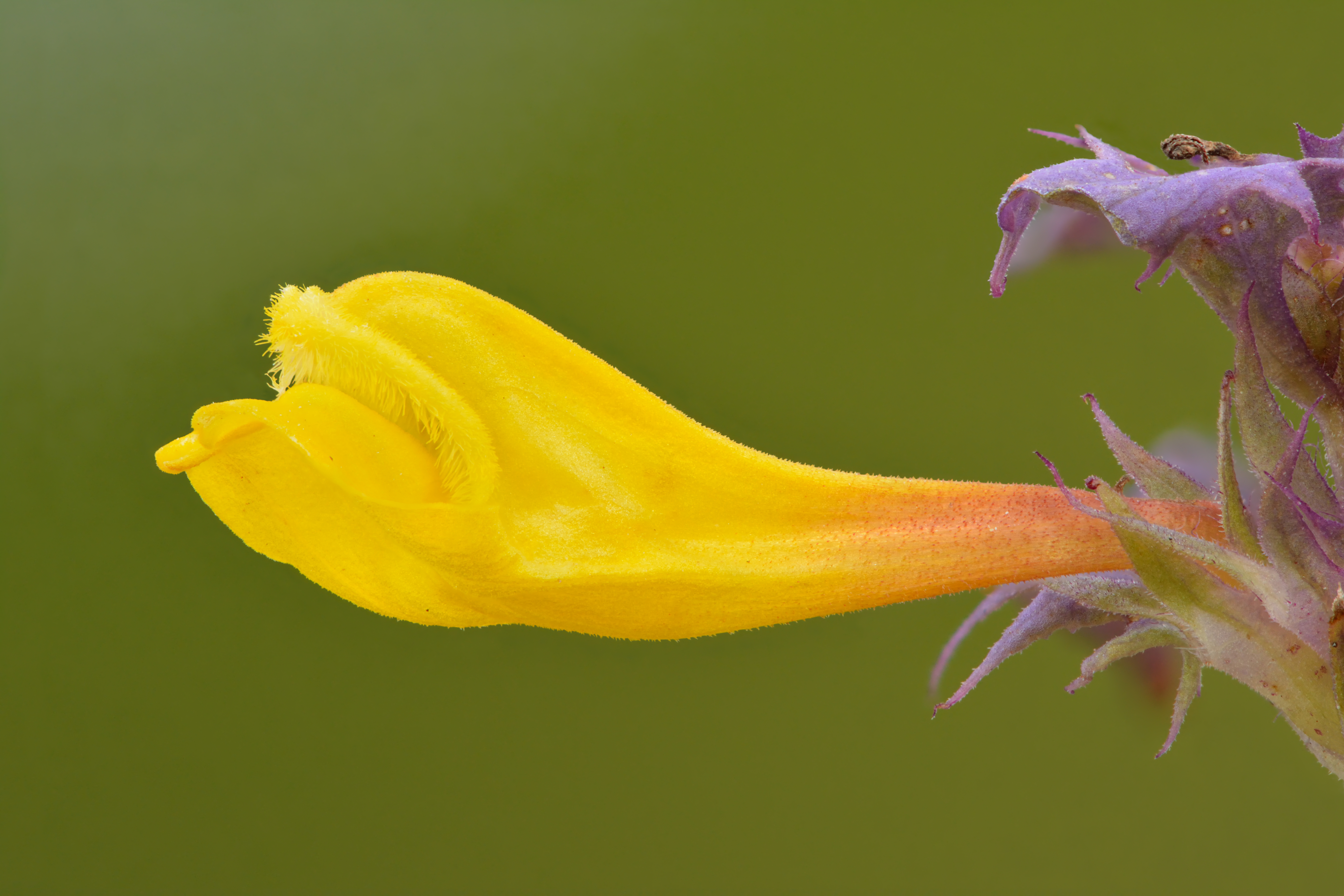
Blüte

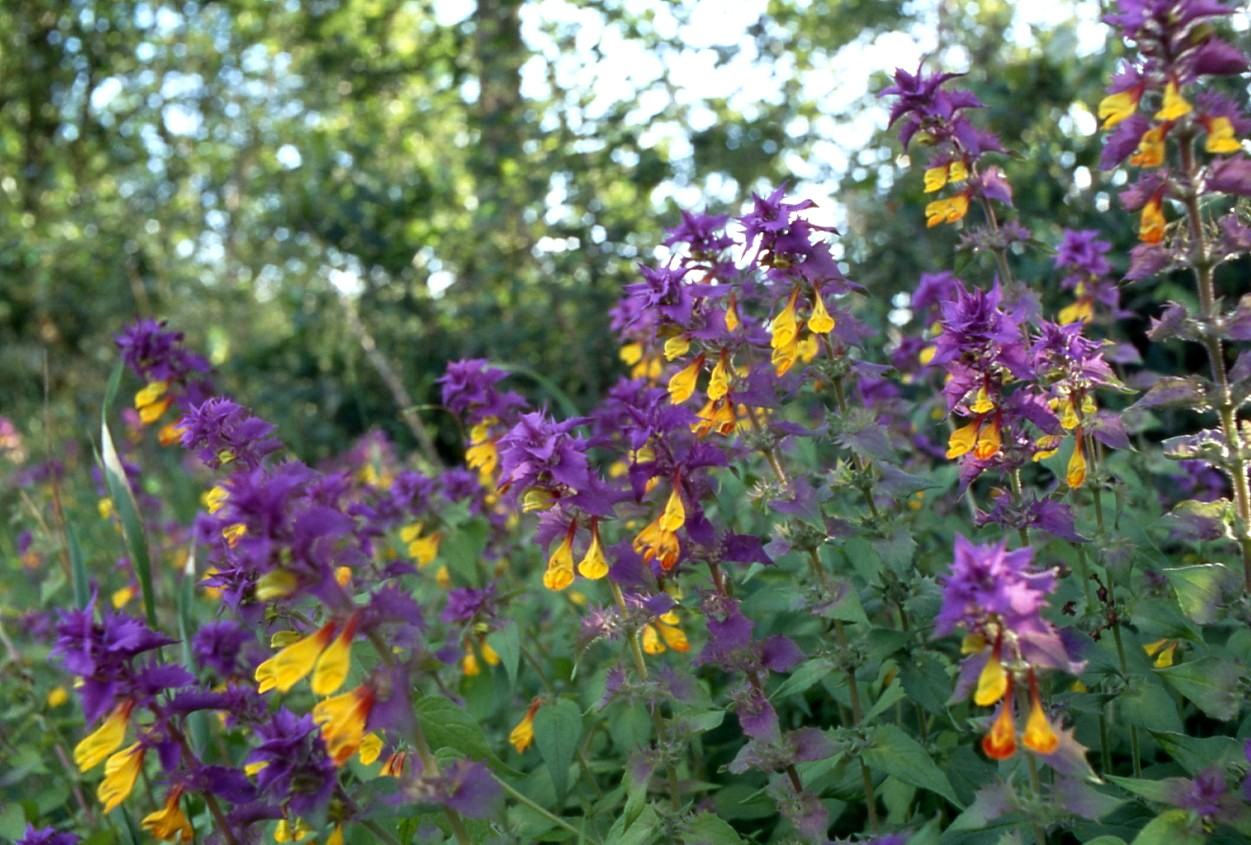
Hain-Wachtelweizen an einem Feldweg

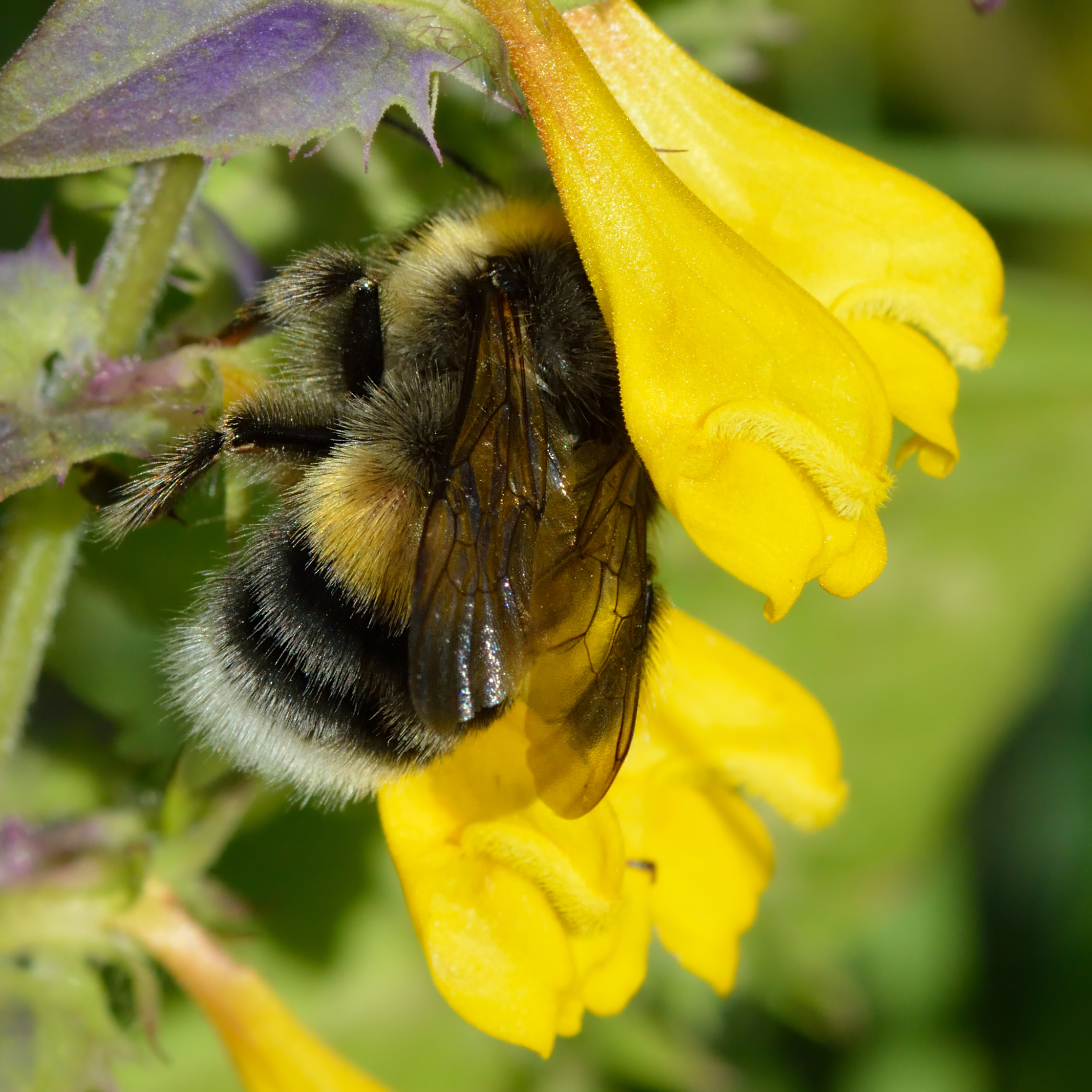
Bestäubung

### Vegetative Merkmale
Der Hain-Wachtelweizen ist eine einjährige krautige  Pflanze, die Wuchshöhen von meist 10 bis 30, selten bis zu 60 Zentimetern erreicht. Der beblätterte, aufrechte Stängel ist stark verzweigt.
Die gegenständig angeordneten Laubblätter sind in Blattstiel und Blattspreite gegliedert. Die ganzrandige Blattspreite ist bei einer Breite von 15 bis 35 selten bis zu 40 Millimetern ei-lanzettlich.

### Generative Merkmale
Die Blütezeit reicht von Mai bis September. Der Blütenstand enthält einseitswendige, gelbe Blüten; breit-herzförmige, blauviolett überlaufene Hochblätter darüber bilden einen auffälligen Farbkontrast zu diesen. Die Blütenkelche sind wollig-zottig behaart und die Kelchzähne sind dreieckig-lanzettlich.
Die Chromosomenzahl beträgt 2n = 18.

## Ökologie
Da sich die Wurzeln des Hain-Wachtelweizens in die Wurzeln benachbarter Gräser bohren und diesen so Wasser und Nährstoffe entziehen, wird er zu den Halbschmarotzern gezählt. Der fleischige Anhang der weizenkornähnlichen Samen wird gern von Ameisen verzehrt. In der Ähnlichkeit des Samens mit dem Weizenkorn dürfte auch die Herkunft eines Teils des Namens begründet sein.
Der Hain-Wachtelweizen wird von den Rostpilzen Coleosporium melampyri und Cronartium flaccidum mit Uredien und Telien  befallen.

## Vorkommen
Melampyrum nemorosum ist in Eurasien weitverbreitet. Der Hain-Wachtelweizen ist im europäisch-sibirischen Raum von den Niederungen bis in Gebirgslagen anzufinden. Er gedeiht am besten im Halbschatten von Gebüsch- und Waldrändern. Er ist in Mitteleuropa eine Verbandscharakterart des Carpinion, die oft angereichert in Origanetalia-Säumen oder in Prunetalia-Gesellschaften vorkommt.

## Taxonomie
Die Erstveröffentlichung von Melampyrum nemorosum erfolgte durch Carl von Linné. Synonyme für Melampyrum nemorosum L. sind: Melampyrum debreceniense Rapaics, Melampyrum moravicum Heinr. Braun, Melampyrum nemorosum subsp. debreceniense (Rapaics) Soó, Melampyrum nemorosum subsp. moravicum (Heinr. Braun) Čelak., Melampyrum nemorosum subsp. silesiacum Ronniger, Melampyrum nemorosum subsp. zingeri Ganesch.